# 中国電力ライシス
中国電力ライシス（ちゅうごくでんりょくライシス）は、広島県広島市を拠点に活動する、中国電力の女子卓球チームである。
2023年現在、日本卓球リーグ1部に所属している。

## 概要
中国電力女子卓球部は、1991年4月に中国電力のシンボルスポーツとして創部。2023年に創部30周年を機に社内公募を行い、チーム名を「中国電力ライシス」とした。

## スタッフ
- 顧問：藤井正人
- 部長：川上功
- 監督：伊藤春美
- コーチ：和田圭輔

## 所属選手
- 成本綾海（主将） 背番号：3
- 木村光歩 背番号：9
- 井絢乃 背番号：2
- 枝廣瞳 背番号：88
- 大島奈々 背番号：7
- 青木優佳 背番号：0
- 相馬夢乃 背番号：17
- 中森帆南 背番号：8

## 過去の主な所属選手
- 福岡春菜
- 越崎歩
- 河村悠加
- 内田侑来
- 上坂栄里
- 土井みなみ
- 土'田美紀
- 土'田美佳
- 中川博子
- 三宅菜津美
- 宋恵佳
- 庄司有貴